# George Syrimis
George Syrimis (griechisch Γιώργος Συρίμης, * 1921 in Nikosia; † 5. Januar 2010 ebenda) war ein zypriotischer Politiker und Unternehmer.

## Biografie
Der Sohn einer aus Agros stammenden Familie studierte nach dem Schulbesuch Wirtschaftswissenschaften in England und erhielt dort seine Zulassung zum Certified Accountant. Nach seiner Rückkehr nach Zypern gründete er 1948 seine eigene Firma für Rechnungswesen, G. Syrimis & Company. Seine Firma wurde später Teil von Peat Marwick International, bis sie schließlich 1987 Teil von KPMG wurde.
1961 war er Gründungsmitglied der Zypriotischen Gesellschaft der Vereidigten Rechnungsprüfer (Association of Certified Public Accounts of Cyprus (ICPAC)) und zugleich für einige Jahre deren Vorsitzender.
Am 28. Februar 1988 wurde er wegen seiner beruflichen Erfahrungen von Präsident Georges Vassiliou zum Finanzminister in dessen Kabinett berufen und gehörte diesem bis zum Ende von Vassilious Amtszeit am 28. Februar 1993 an.
Neben seiner beruflichen Tätigkeit war er sozial- und gesellschaftspolitisch engagiert und unter anderem Präsident des Rotary Clubs von Nikosia, des ältesten Vereins der Insel.